# Rychlochůze (film)
Rychlochůze (v originále Kapgang) je dánský dramatický film z roku 2014, který režíroval Niels Arden Oplev podle stejnojmenného románu Mortena Kirkskova. Snímek měl světovou premiéru dne 28. srpna 2014.

## Děj
V roce 1976 se v malém městě v Dánsku připravuje 14letý Martin na své biřmování, když jeho matka nečekaně zemře na rakovinu. Týdny před jeho biřmováním jsou těžké a turbulentní, protože Martinův otec a starší bratr jsou velmi rozrušení a Martin se musí snažit udržet rodinu pohromadě. Kromě toho se musí vypořádat se svými city, sexualitou a přátelstvím.

## Obsazení
| Villads Bøye               | Martin         |
| Anders W. Berthelsen       | Hans           |
| Sidse Babett Knudsenová    | Lizzi          |
| Frederik Winther Rasmussen | Kim            |
| Kraka Donslund Nielsen     | Kristine       |
| Anette Støvelbæk           | kadeřnice Mona |
| Anne Louise Hassing        | Helle Friis    |
| Stine Stengade             | Maya           |
| David Dencik               | Pelli          |
| Pilou Asbæk                | strýc Kristian |
| Morten Holst               | trenér         |
| Bodil Lassen               | babička        |
| Kurt Ravn                  | dědeček        |